# Fays (Vosges)
Fays ([fɛˈi] ) ist eine französische Gemeinde mit 219 Einwohnern (Stand: 1. Januar 2022) im Département Vosges in der Region Grand Est. Sie gehört zum Arrondissement Saint-Dié-des-Vosges (bis 2024 Épinal) und ist Mitglied im Gemeindeverband Communauté de communes Bruyères-Vallons des Vosges. Die Bewohner werden Faysiens und Faysiennes genannt.

## Geografie
Die Gemeinde Fays liegt in den Vogesen auf einer Höhe von 460 m über dem Meeresspiegel, 18 Kilometer östlich von Épinal und 30 Kilometer südwestlich von Saint-Dié.
Die Fläche des 4,9 km² großen Gemeindegebietes erstreckt sich von der rechten Seite des Volognetales im Südosten bis zu den bewaldeten Höhen (Forêt de Faîte) eines Vogesen-Ausläufers im Nordwesten, der bis an die Mosel vor Épinal heranreicht. Das aufgelockerte Siedlungsbild des Dorfes liegt etwa 50 Höhenmeter über dem Tal der Vologne, im Westen und Südwesten flankiert von zwei markanten Bergspitzen (Montagne du village, 551 m und Tête de Saint-Pierremont, 550 m). Die Nordwesthälfte der Gemeinde ist von Wald bedeckt, östlich des Dorfes besteht das zum Volognetal abfallende nutzbare Land aus Weiden und Äckern. Im äußersten Nordwesten, nahe der Quelle des Mosel-Zuflusses Durbion, wird mit 610 m über dem Meer die höchste Erhebung im Gemeindegebiet erreicht.
Zu Fays gehören der südlich anschließende Teilort La Fortoleuse sowie die nördlich des Dorfkerns gelegenen Teilorte Croix Liégey und Le Tinteron.
Nachbargemeinden von Fays sind Grandvillers im Norden (Berührungspunkt), Bruyères im Nordosten, Laval-sur-Vologne im Osten, Prey im Südosten, Lépanges-sur-Vologne im Süden und Westen sowie Viménil im Nordwesten.

## Geschichte
Das Dorf Fays (alte Schreibweisen: Feys und Faïs) gehörte im Ancien Régime zur Vogtei Bruyeres und zur vom Kapitel in Remiremont abhängigen Pfarrei von Champ-le-Duc. Der Name des Dorfes wird vom lateinischen Fagus (= Buche) abgeleitet. Fays hat keine Kirche, die Seelsorge wird von der Pfarrei der Nachbargemeinde Laval-sur-Vologne übernommen.

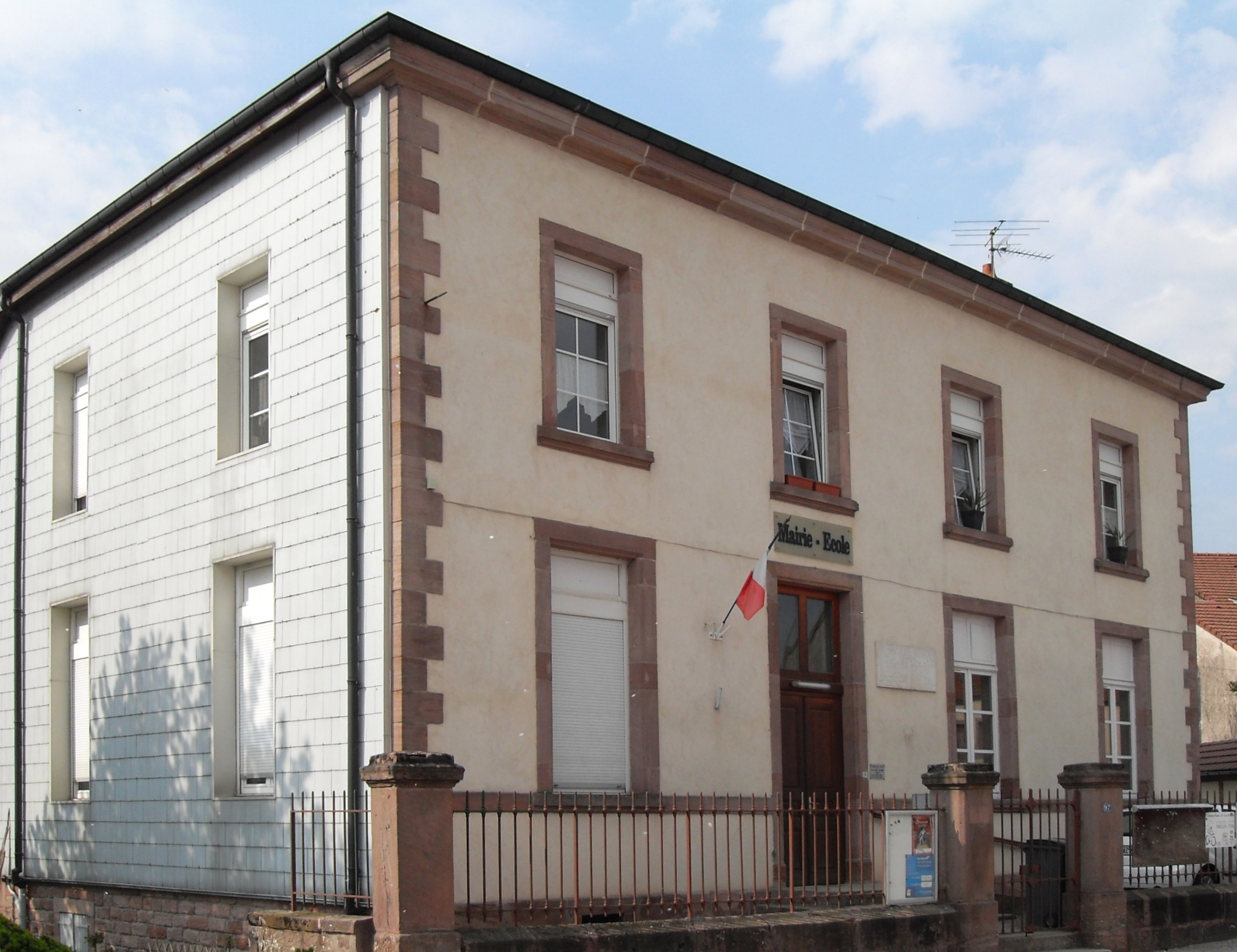
Mairie- und (ehemaliges) Schulgebäude

### Bevölkerungsentwicklung
| Jahr      | 1962 | 1968 | 1975 | 1982 | 1990 | 1999 | 2006 | 2012 | 2021 |
| Einwohner | 154  | 165  | 179  | 191  | 236  | 235  | 241  | 243  | 215  |

Im Jahr 1901 wurde mit 293 Bewohnern die bisher höchste Einwohnerzahl ermittelt. Die Zahlen basieren auf den Daten von cassini.ehess und INSEE.

## Wirtschaft und Infrastruktur
Fays ist heute vorwiegend eine Wohngemeinde, deren Einwohner in nahegelegene Gewerbegebiete in den Tälern von Vologne und Mosel pendeln. Im Dorf gibt es noch einen Viehzuchtsbetrieb im Haupterwerb sowie einige Ferienhäuser.
Die dem Volognetal folgende Straße von Bruyères nach Docelles (D 44) tangiert das Gemeindegebiet im Südosten. Diese Straße bildet eine der beiden direkten Verbindungen zwischen Épinal und Saint-Dié, 
den beiden größten Städten im Département. Der nächste Bahnhof liegt in der zwei Kilometer entfernten Gemeinde Lépanges-sur-Vologne an der von der TER Lorraine betriebenen Bahnlinie Arches-Saint-Dié.

## Belege
1. ↑  Archives communales de Fays (1668-1974). (PDF; 119 KB) In: vosges-archives.com. Archiviert vom Original am 3. März 2016; abgerufen am 23. Mai 2025 (französisch).
2. ↑  Fays auf cassini.ehess
3. ↑  Fays auf INSEE
4. ↑  Landwirtschaftsbetrieb auf annuaire-mairie.fr (französisch)